# Nelson Pinedo
Napoleón Nelson Pinedo Fedullo (Barranquilla, 10 de febrero de 1928-Valencia, Venezuela, 27 de octubre de 2016), más conocido como Nelson Pinedo, fue un cantautor colombiano. Alcanzó reconocimiento mundial al interpretar el éxito Quien será con La Sonora Matancera.

## Biografía
Hijo de padre zapatero de oficio y madre ama de casa que gustaba de cantar, lo crían con cierta rigidez. Así se inicia como técnico en la industria textil, después empleado bancario, hasta llegar a locutor de radio en "La Voz de la Patria". 
La locución lo entrenó en modulación y dicción al hablar, preparándolo para comenzar como aficionado a competir en programas radiales de su ciudad con nuevo nombre dado por Ruiz, más el acierto de haber descubierto su verdadera vocación al resultar ganador en tales aventuras. Continúa en Barranquilla cuando la agrupación de Julio Lastra, preocupada por ausencia de su cantante principal, le brinda oportunidad de emergente, que con éxito aprovecha interpretando como primer tema el bolero "Mi cariño", iniciando así su carrera profesional de crooner. Se une posteriormente a Pacho Galán y su grupo, hasta llegar a cantar en inglés aprendido por correspondencia. 
Viaja a Maracaibo, Venezuela, con el conjunto de Los Hermanos Rodríguez Morena. Graba allí su primer 78 RPM, otro bolero, "Mucho, mucho, mucho", para después graduarse con la orquesta de Antonio María Peñaloza, siguiendo el estilo de cantar en inglés, con nuevos arreglos en francés, italiano, portugués, idiomas bien pronunciados, causando sensación por su natal terruño. 
Se presenta el mejor chance cuando la muy gustada agrupación argentina de Don Américo hace presencia en la emisora Nuevo Mundo con su voz, números idiomáticos, consiguiendo destacar. Es escuchado por miembros de La Casino de Sevilla, orquesta española que cumplía contratos y pronto viajarían a Cuba para competir con Los Chavales y Churumbeles de España, verdaderas sensaciones en la tierra del gran beisbolista Martín Dihigo. 
El Casino en Cuba cambia de nombre, se llaman Serenata Española, envían por él, pues su voz, estilo, gracia, les había convenido. Viaja a La Habana para hacer de él un andaluz, vestido como tal, cantando en sevillano puro con las zetas y todos, compitiendo con Juan Legido en españolerías, pasos dobles, boleros morunos, por espacio de 6 meses. Aprovecha, graba cuatro surcos pegando con "Monísima" un hit abridor de rally. 
Al partir el grupo español, Tito Garrote, su representante, lo acerca a la Sonora Matancera que buscan suplencia por la partida indisciplinada de Daniel Santos a México dejando contratos por cumplir. Así comienza Nelson con sus porros, cumbias y mapalés cubanizados más los boleros de rigor, imponiendo clásicos: "Momposina" de José Barros y "El Ermitaño" del sinigual Rafael Escalona. 
El 18 de mayo de 1954 entró a los estudios de la radio CMQ y grabó sus primeros éxitos con la Sonora Matancera, iniciando así una fructífera asociación que duró cinco años y medio, con viajes, espectáculos, televisión, cabarets, 49 números grabados más una película cubana bajo la dirección de René Cardona: "Una gallega en la Habana" hecha en 1955 donde compartió cinta con Niní Marshall, Ramón Rivero, Antonio Aguilar, Ana Bertha Lepe. Nelson llegó para ser de los grandes con su curiosa, extrovertida manera de vestir acompañada de lazo o pajarita en vez de corbata y su lineal bigotito. 
En los Carnavales de Caracas de 1958, se reencuentra con Pacho Galán y su orquesta a quienes el empresario que los contrató los había estafado.  Sin dinero para regresar a Colombia, reciben la ayuda de los cantantes venezolanos Víctor Pérez y Víctor Piñero para realizar la grabación de un LP con el objetivo de reunir algunos fondos para el boleto de retorno. Así se grabó el disco “A Bailar Merecumbé Con Pacho Galán”, en el sello Discomoda, en cual Víctor Pérez cantó “Atlántico” de Víctor Vargas, Víctor Piñero interpretó los temas “El mochilón” de Efraín Orozco y “Mi barquito marinero” de Juan Bautista Galán; en la grabación también participaron los cantantes de planta de la agrupación Tomasito Rodríguez y Orlando “Cartagena” Contreras y en sus voces se grabaron los temas “Pajarillo caraqueño”, “Otra vez, Pacho”, “Voy a sufrir” y “Noches de Caracas”.
Después  Nelson Pinedo grabó en Caracas seis números con el maestro Pacho Galán: “El hijo de Pedro Arrieta”, “Si volvieras” de César Costa, “A mi tierra” del propio Nelson, “¡Ay! Muñeca” de Orlando  Contreras, “Dame tu cariño” y “Ven mi vidita” ambos temas de la autoría de Pacho Galán.  Estos aparecieron en el trabajo discográfico titulado “El Chipichipi”, el cual se completó con otros seis temas que Nelson Pinedo grabó con La Sonora Caracas, que incluía “El chipichipi” de Gabriel Rodríguez.
En México, además de actuar en el radioteatro de la emisora XEW, propiedad de Emilio Azcárraga padre, en el Teatro Esperanza Iris y en varios centros nocturnos, grabó algunos trabajos discográficos con el respaldo de los músicos de las reconocidas orquestas de Memo Salamanca y Chucho Rodríguez, para el sello Ansonia.  Entre los 24 temas que grabó se incluyen el tango Percal del argentino Enrique Cadicamo; “Con una sola miradita” de Agustín Martínez y el famoso bolero “Señora bonita” de Adolfo Salas.  Para la RCA Víctor de México, Nelson grabó un álbum con el acompañamiento de la orquesta del pianista y arreglista Luis González, el cual se tituló “El Mariscal Del Ritmo”, el que incluyó el bolero “Duda”. 
Falleció el 27 de octubre de 2016 en Valencia, Carabobo, Venezuela a causa de un paro cardíaco.

## Discografía
- Una Noche en Caracas con la Sonora Matancera - 1955
- Canta Nelson Pinedo (Nelson Pinedo Sings) - 1956
- Sonora Matancera Invites You to Dance (La Sonora Matancera Los Invita a Bailar) - 1957
- Desfile Estelar con La Sonora Matancera - 1954
- El Rítmico
- Cortijo Combo
- A Bailar Merecumbé Con Pacho Galán, con Pacho Galán y su Orquesta
- A Latin in América
- En Venezuela, con  "Chucho" Sanoja y su Orquesta
- ¿Quién Será? Nelson Pinedo con la Sonora Matancera (Compilación) - 1962
- La Esquina del Movimiento
- Sale caliente y coma callao - Discos Fuentes
- Nelson Pinedo desde Puerto Rico (1983)
- Nelson Pinedo y sus amigos - Discos Fuentes
- Nelson Pinedo en Venezuela - Seeco Records, Inc.
- El Almirante del Ritmo - Musart
- Siempre en algo - Nelson Pinedo con Profi Jiménez y su Orqueta - Discomoda